# Совісний суд
Совісний суд — місцева судова інстанція у Російській імперії в останній чверті XVIII — першій половині XIX ст.

## Історичний огляд
Система совісних судів створена 1775 року в губерніях і намісництвах на підставі «Установлення для управління губерній». В Україні з'явились 1780 року.
До складу суду входили судді й шість засідателів, яких обирали по два від кожного стану (дворянського, міського й сільського) строком на 3 роки і затверджував губернатор або намісник.
Суди розглядали земельно-майнові суперечки, сімейні сварки, злочини малолітніх, душевнохворих. До компетенції суду належали також справи про чаклунство, марновірство, бродяжництво, образу батьків дітьми (з 1826).
У цивільних справах суди виконували функцію примирення сторін за допомогою посередників, яких призначали сторони спору. Совісні суди, караючи за скоєні злочини, залучали також до осуду порушників громадськість, родину і церкву.
Вирок і рішення для виконання направлялися до нижчого земського суду або городничому, а в кримінальних справах — губернатору.
Рішення совісного суду в майнових суперечках не мала законної сили, а судді не мали повноважень приводити рішення в дію. Якщо добровільна згода фігурантів не досягалась, позов передавали в суд загальної юрисдикції.
Діяльність совісних судів контролювали губернський прокурор і губернське правління.
Оскаржували рішення суду у Вищому совісному суді, а з 1830 — у сенаті.
1852 року згідно з «Положенням про штати совісних судів» були ліквідовані у 18 губерніях, а їх справи передані у місцеві судові палати. В Україні 1852 року ліквідували Таврійський совісний суд, 1858 року — Київський, Волинський, Подільський, Полтавський і Харківський. Проте посада совісного судді зберігалася, які діяли при палатах карного і цивільного судів.
1866 функції совісних суддів передали товаришам (заступникам) голів карної і цивільної палат.

## Справи про чаклунство
Згідно зі ст. 399 «Установлення для управління губерній» держава перебирала на себе функцію боротьби із забобонами. Чаклунство та чарування віднесли до категорії справ совісного судочинства, оскільки це перебувало у площині людського ошуканства та невігластва.
Наприклад, за виливання води на розпутті, закопування овечих голів на кладовищі тощо Київський та інші совісні суди присуджували чаклунам публічне церковне шеститижневе покаяння, а тим, хто до них звертався — двотижневе.

| 1782 року Київський совісний суд розглянув справу про підсусідка із села Бобровиці Козелецького повіту, шинкаря Гаврила Кошика і його сина. Якась бабка, як вдячність за піднесену чарочку горілки, порадила йому вчинити магічну дію, щоб шинок став більш прибутковим. Вона порадила таємно взяти землю з-під вулика, розчинити її у воді й помити нею весь посуд та підлогу в шинку. Після цього, мовляв, люди почнуть масово «зліталися» до закладу, мов бджоли до вулика. Оскільки пасику мав козелецький бургомістр Гонтаревський, то Кошик попросив свого сина, який служив у пана, принести землю з-під його вулика. Гонтаревський звинуватив Кошиків у чаклунстві і звернувся до суду. Суд визнав вчинення таких дій наслідком «простоти і невігластва» і присудив провести публічне церковне покаяння, щоб запобігти повторенню подібних дій з боку інших.[4] |